# Kremerata Baltica
Kremerata Baltica – międzynarodowa orkiestra kameralna, założona przez Gidona Kremera w 1997 r., składająca się z młodych muzyków z krajów bałtyckich.

## Obsada
- Violin I (skrzypce I)
- Violin II (skrzypce II)
- Alto (altówki)
- Cello (wiolonczele)
- Double bass (kontrabas)
- Percussion (perkusja)

## Członkowie zespołu
Kremerata Baltica składa się z 27 muzyków, wśród których średnia wieku wynosi 27 lat (20-37 lat). Instrumentaliści wybierani są do zespołu w drodze przesłuchania. W latach 2013–2016, jako jedyna Polka, Anna Korczyńska była członkiem zespołu.

## Specyfika orkiestry
Kremeratę wyróżnia spośród tradycyjnych orkiestr nie tylko skład, ale także sposób funkcjonowania. Typowa zawodowa orkiestra usytuowana jest w konkretnym ośrodku/mieście, a jej próby odbywają się nawet codziennie (np. Wiener Philharmoniker). W przypadku Kremeraty jest inaczej. Ze względu na międzynarodowy skład zespół nie spotyka się na regularnych próbach. W ciągu roku organizowanych jest kilka tur koncertowych (5-6), podczas których pierwsze kilka dni to intensywne całodzienne próby, a pozostałe dni są przeznaczone na koncerty (częstokroć codziennie w innym miejscu). 

## Osiągnięcia
Do osiągnięć orkiestry należą (oprócz wielu koncertów) wydane płyty CD:
- Homage to Glenn Gould
- De Profundis
- Hymns and Prayers
- Mozart: Piano Concertos 20 & 27
- Mozart: The Complete Violin Concertos
- Gustav Mahler/Dmitri Shostakovich
- Shostakovich (2006)
- Los Angeles Street Concerto: Michala Petri plays Thomas Koppel (2006)
- String Quartet in G Major (2005)
- In l'istesso tempo (2005)
- Kremerland (2004)
- Russian Seasons (2003)
- Happy Birthday (2002)
- George Enescu (2002)
- Tracing Astor (2001)
- After Mozart (2001)
- Silencio (2000)
- Eight Seasons (2000)
- Tango Ballet (1999)
- Vasks: Distant Light / Voices (1999)

Płyta After Mozart została w 2002 r. wyróżniona nagrodą Grammy Award w kategorii Classical Music: Best Small Ensemble Recording.